# Sprengenberg (heuvel)
De Sprengenberg is een heuvel gelegen bij het Sallandse Haarle in de gemeente Hellendoorn in de Nederlandse provincie Overijssel. De top van de heuvel ligt op ongeveer 35 meter hoogte. De heuvel is onderdeel van de stuwwal de Sallandse Heuvelrug en maakt deel uit van het nationaal park met dezelfde naam. De stuwwallen in deze omgeving werden gevormd in het Saalien door opstuwing als gevolg van gletsjerijs afkomstig uit Scandinavië. Boven op de heuvel staat het huis Sprengenberg. Het omringende landgoed 'De Sprengenberg' is een natuurgebied in het beheer bij Vereniging Natuurmonumenten.
De Sprengenberg is de meest westelijke heuvel van de Sallandse Heuvelrug. Ongeveer twee kilometer ten zuidoosten van de heuvel ligt de Grote Koningsbelt. Ten noordoosten liggen de Kleine Koningsbelt en de Haarlerberg.